# 匈牙利国家歌剧院

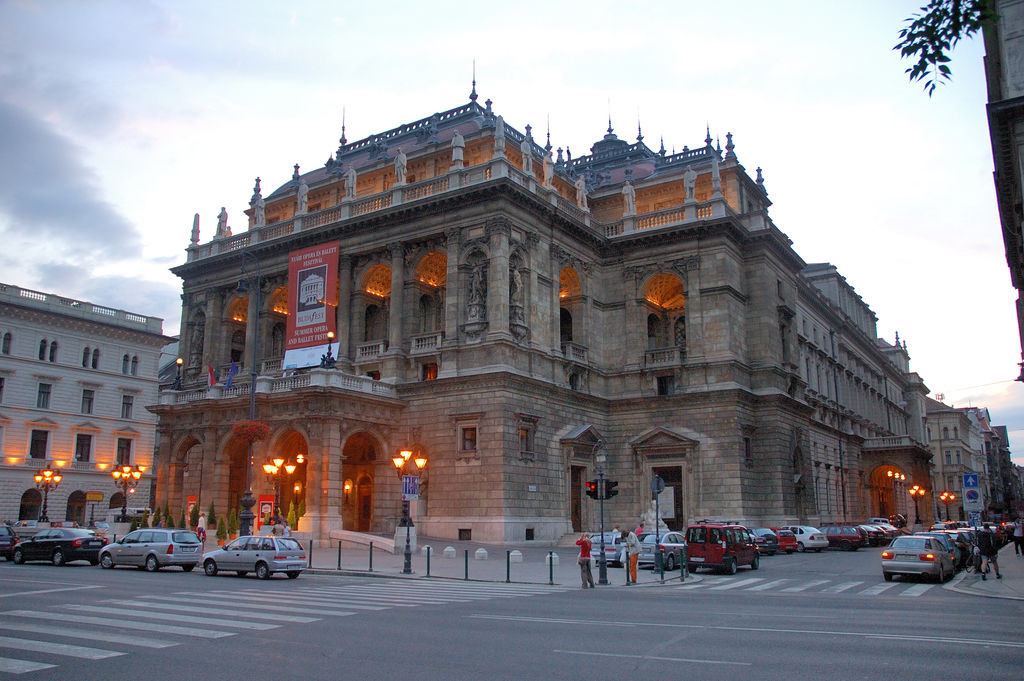
匈牙利国家歌剧院

匈牙利国家歌剧院 (匈牙利語：Magyar Állami Operaház) 是一个新文艺复兴歌剧院，位于布达佩斯的佩斯中部，安德拉什大街。
建筑师Miklós Ybl是19世纪匈牙利建筑界的重要人物，建造历时从1875年至1884年，由布达佩斯市和奥匈帝国皇帝弗朗茨约瑟夫出资。1884年9月27日，匈牙利皇家歌剧院（它当时的名字）向公众开放。 米克洛什

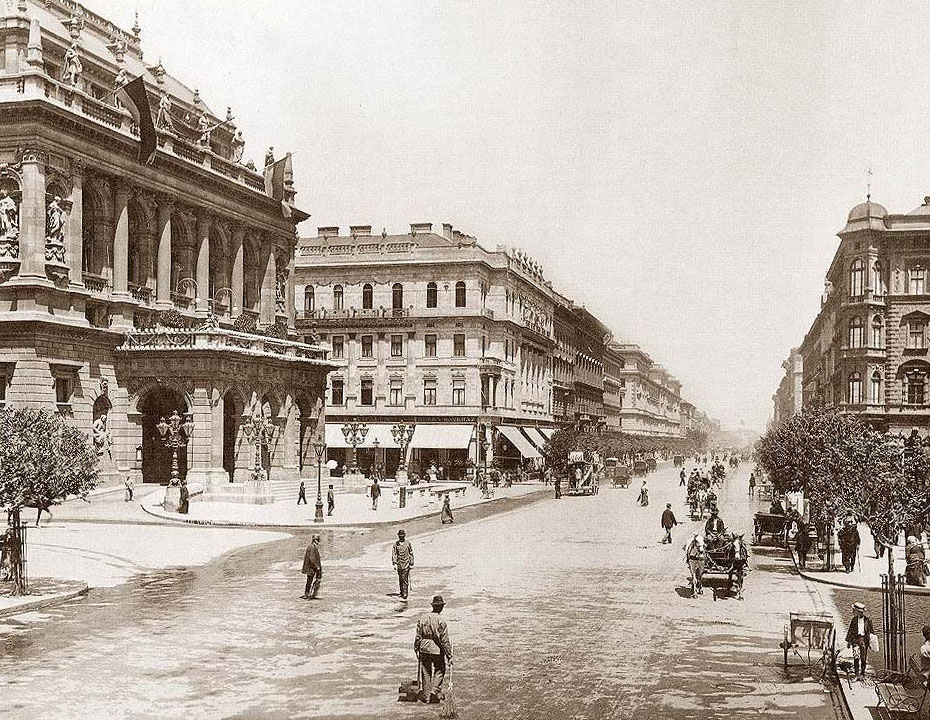
歌剧院在左边，1896年

这是一个装饰华丽的建筑，被认为是建筑大师的杰作之一。它是新文艺复兴风格，带有巴洛克风格的元素，装饰着当时匈牙利顶级艺术家的绘画和雕塑：Bertalan Székely、Mór Than和Károly Lotz。布达佩斯歌剧院虽然在规模和容量方面不是最大的，但是被认为是世界上少数几个在美丽和音响质量方面属于顶级的歌剧院之一。 
礼堂共有1261个席位。它是马蹄形的 -  根据1970年代一群国际工程师所做的测量 - 音响效果仅次于米兰斯卡拉歌剧院和巴黎歌剧院，居欧洲第三位。虽然先后建成了许多歌剧院，但是布达佩斯歌剧院在声学条件方面仍然名列前茅。 
建筑前方是匈牙利国歌作曲者、歌剧院第一个音乐总监费伦茨·艾凯尔的雕像。他也是在布达佩斯爱乐乐团的创始人。还有一尊雕像是李斯特，匈牙利最有名的作曲家。
每年的演出季是从9月份到6月底，歌剧院除了演出歌剧外，还设有匈牙利国家芭蕾舞团。
许多重要的艺术家受邀来此，包括作曲家古斯塔夫·馬勒（1887年至1891年）和指揮家奥托·克伦佩勒（1947年到1950年，担任音乐总监）等人。
在1970年代，歌剧院的状况促使匈牙利国家下令进行大修。工程开始于1980年，至1984年结束。1984年9月27日，在首次开放整整100年之后，重新开放。
匈牙利国家歌剧院的第二处建筑是埃克爾劇場（Erkel theatre）。这是一座更大的建筑，在演出季也主办歌剧和芭蕾舞表演。